# Каменноброд
Каменноброд (Каменоброд, укр. Кам'янобрід) — село в Новояворовской городской общине Яворовского района Львовской области Украины.
Население по переписи 2001 года составляло 1186 человек. Занимает площадь 2,105 км². Почтовый индекс — 81091. Телефонный код — 3259.